# Totia
Totia – wieś w Rumunii, w okręgu Hunedoara, w gminie Băcia. W 2011 roku liczyła 89 mieszkańców.